# 最终幻想V的音乐
电子游戏《最终幻想V》的音乐由系列主要作曲者植松伸夫谱写。《最终幻想V 原声音乐版》辑录了游戏中几乎全部音乐，其由史克威尔/NTT出版发行，并在后来由NTT出版再版。改编专辑《最终幻想V 亲爱的朋友》选录了数首游戏音乐，并以现场和声乐等多种风格改编，专辑有史克威尔/NTT出版发行，后由NTT出版再版。此外，由植松伸夫作曲，佐藤史郎编曲，森俊之演奏的钢琴编曲选集《钢琴选集 最终幻想V》由史克威尔/NTT出版发行，后来由NTT出版再版。
音乐获得褒贬不一的评价；一些评论者喜欢原声并认为其被低估了，但另一些人则认为其只有中等品質。以《亲爱的朋友》为首的几首曲目至今依然受到欢迎，并在多场管弦音乐会上演出，其中包括音乐会系列“亲爱的朋友 最终幻想V的音乐”和管弦游戏音乐会。一些原声音乐还选入史克威尔内外团体发行的编曲与合集专辑。

## 概念与创作
植松最初估计游戏需要100多首曲目，但最终设法将其减至56。植松在谈及音乐创作思路时曾称，他先通读剧本并为全部曲目拟定标题，再为剧情和标题谱写相匹配的旋律。植松认为，《最终幻想V》原声音质远远优于《最终幻想IV》。他还称，因此相对于《最终幻想IV》的一张原声CD，该游戏需要两张。植松称，为保持专辑低价，他宁愿使用一张CD。

## 最终幻想V 原声音乐版
《最终幻想V 原声音乐版》（ファイナルファンタジー V オリジナル・サウンド・ヴァージョン）是《最终幻想V》的电子游戏音乐原声专辑。专辑收录了游戏的音乐曲目，由植松伸夫作曲、编曲、制作并演奏。专辑分为2碟，共67首曲目，计2小时8分30秒。专辑由史克威尔和NTT出版于1992年12月7日发行，目录号为N33D-013~4，并由NTT出版于1994年11月26日和2004年10月1日再版，目录号分别是PSCN-5015~6和NTPC-5015~6。
1992年发行的单曲《最终幻想V 5+1》收录了原声中的《片头曲》、《最终幻想V主题曲》、《收获》、《迷宫》、《战斗1》，以及之前未发行的《最终幻想》音乐《玛托娅的洞窟》。单曲由NTT出版发行，目录号为N09D-012，计14分46秒。单曲《最终幻想V 曼波de陆行鸟》收录了游戏曲目《曼波de陆行鸟》，游戏中三首未使用的曲目，以及一个混编曲目。该单曲由NTT出版于1993年发行，目录号为N90D-016，计16分14秒。原声中的9首曲目收录附加CD《来自终幻想FFV和FFVI电子游戏的音乐》，并随《最终幻想选集》于1999年10月5日一齐出货。随着本作、《最终幻想IV》和《最终幻想VI》的Game Boy Advance移植版发行，三作重制版的原声收录于《Final Fantasy Finest Box》，由史克威尔艾尼克斯于2007年3月28日发行，目录号为FFFB-0002-3。
评论对原声音乐的观点不一。一些评论者，如RPGFan的本·施韦策认为其品質一般，称其“间或存在作曲问题”，并称，尽管别人简单认为原声“夹在”《最终幻想IV》和《最终幻想VI》的“中间”，但即使这样他也称，“我不知道为什么我喜欢《最终幻想V》的音乐”。施韦策称赞《最终幻想V主题曲》是“一首真正激动人心的乐曲”，“凯旋、充满希望，并同时带着渴望”，但他称“植松的作曲风格至此达到了早期的稳定”。其他评论者持有不同观点，Soundtrack Central的Jason Strohmaier认为这是张被低估的专辑，而Soundtrack Central的杰里米·奥尔特也认为其可与植松的其他作品相提并论。
| 曲目列表（碟片1） | 曲目列表（碟片1）    | 曲目列表（碟片1）             | 曲目列表（碟片1） |
| 曲序              | 曲目                 | 英文标题                      | 时长              |
| ----------------- | -------------------- | ----------------------------- | ----------------- |
| 1.                | （最终幻想V 主题曲） | Main Theme of FINAL FANTASY V | 2:37              |
| 2.                | （片头曲）           | Opening Theme                 | 4:30              |
| 3.                | （四科心）           | Four Hearts                   | 1:44              |
| 4.                | （赶快！赶快！！）   | Hurry! Hurry!!                | 0:44              |
| 5.                | （蕾娜主题曲）       | Lenna's Theme                 | 1:58              |
| 6.                | （迷宫）             | Dungeon                       | 2:31              |
| 7.                | （战斗1）            | Battle 1                      | 1:14              |
| 8.                | （胜利的号角声）     | Victory Fanfare               | 0:44              |
| 9.                | （安魂曲）           | Requiem                       | 0:28              |
| 10.               | （我们是海盗）       | Pirates Ahoy                  | 2:07              |
| 11.               | （城镇主题曲）       | Town Theme                    | 2:19              |
| 12.               | （晚安）             | Good Night                    | 0:07              |
| 13.               |                      | Sealed Away                   | 1:48              |
| 14.               | （诅咒之地）         | Cursed Lands                  | 1:55              |
| 15.               |                      | Deception                     | 1:18              |
| 16.               | （收获）             | Harvest                       | 1:46              |
| 17.               | （行走于雪山）       | To the North Mountain         | 1:57              |
| 18.               | （千钧一发！）       | Close Call                    | 1:22              |
| 19.               | （战斗2）            | Battle 2                      | 2:30              |
| 20.               |                      | Spreading Grand Wings         | 1:49              |
| 21.               | （王家的宫殿）       | Royal Palace                  | 1:40              |
| 22.               | （火力船）           | Fire Ship                     | 1:40              |
| 23.               | （逃生！）           | Run!                          | 0:51              |
| 24.               | （离愁）             | Sorrows of Parting            | 2:37              |
| 25.               | （古代图书馆）       | Library of Ancients           | 2:36              |
| 26.               | （回忆）             | Reminiscence                  | 1:37              |
| 27.               | （Musica Machina）   | Musica Machina                | 1:49              |
| 28.               | （那天终会到来）     | The Day Will Come             | 1:53              |
| 29.               | （咦？）             | What?                         | 0:54              |
| 30.               | （曼波de陆行鸟）     | Mambo de Chocobo              | 1:12              |
| 31.               | （遥远的家乡）       | Home, Sweet Home              | 2:42              |
| 32.               | （回忆的音乐盒）     | Music Box                     | 1:50              |
| 33.               | （飞空艇）           | The Airship                   | 2:03              |
| 34.               | （霸主艾克斯迪斯）   | The Evil Lord Exdeath         | 2:24              |

| 曲目列表（碟片2） | 曲目列表（碟片2）  | 曲目列表（碟片2）         | 曲目列表（碟片2） |
| 曲序              | 曲目               | 英语标题                  | 时长              |
| ----------------- | ------------------ | ------------------------- | ----------------- |
| 1.                | （艾克斯迪斯城堡） | Exdeath's Castle          | 2:23              |
| 2.                | （晓之战士）       | The Dawn Warriors         | 2:16              |
| 3.                | （大桥的死战）     | Clash On the Big Bridg    | 2:29              |
| 4.                | （未知的大地）     | Unknown Lands             | 2:24              |
| 5.                | （莫古力主题曲）   | Moogles' Theme            | 1:29              |
| 6.                | （晓之城堡）       | The Castle of Dawn        | 2:04              |
| 7.                | （深蓝的尽头）     | Beyond the Deep Blue Sea  | 1:46              |
| 8.                | （大森林的传说）   | Legend of the Deep Forest | 2:37              |
| 9.                | （大调特肯华尔兹） | Tycoon Waltz              | 2:16              |
| 10.               | （波可主题曲）     | Boko's Theme              | 1:14              |
| 11.               | （新的世界）       | A New World               | 2:15              |
| 12.               | （封印之书）       | Sealed Book               | 1:49              |
| 13.               | （睡眠的古之大地） | Slumber of Ancient Earth  | 2:29              |
| 14.               | （虚空的前奏曲）   | Prelude to the Void       | 3:57              |
| 15.               | （寻找光亮）       | In Search of Light        | 1:40              |
| 16.               | （决战）           | The Decisive Battle       | 4:26              |
| 17.               | （最后的战斗）     | The Final Battle          | 4:04              |
| 18.               | （寂静的彼方）     | The Silent Beyond         | 5:42              |
| 19.               | （亲爱的朋友）     | Dear Friends              | 4:02              |
| 20.               | （最终幻想）       | FINAL FANTASY             | 3:33              |
| 21.               | （结束标题）       | Ending Theme              | 8:16              |
| 22.               | （前奏曲）         | The Prelude               | 1:46              |
| 23.               | （号角1）          | Fanfare 1                 | 0:08              |
| 24.               | （号角2）          | Fanfare 2                 | 0:12              |
| 25.               | （我是舞者）       | I'm a Dancer              | 0:16              |
| 26.               | （钢琴课1）        | Piano Lesson 1            | 0:12              |
| 27.               | （钢琴课2）        | Piano Lesson 2            | 0:13              |
| 28.               | （钢琴课3）        | Piano Lesson 3            | 0:13              |
| 29.               | （钢琴课4）        | Piano Lesson 4            | 0:27              |
| 30.               | （钢琴课5）        | Piano Lesson 5            | 0:08              |
| 31.               | （钢琴课6）        | Piano Lesson 6            | 0:09              |
| 32.               | （钢琴课7）        | Piano Lesson 7            | 0:08              |
| 33.               | （钢琴课8）        | Piano Lesson 8            | 0:13              |

## 最终幻想V 亲爱的朋友
《最终幻想V 亲爱的朋友》（ファイナルファンタジー V ディア・フレンズ）是《最终幻想V》原声音乐改编专辑，其选录了游戏音乐曲目，并使用现场乐器与合成乐器改编。Angelit和Ulla Pirttijärvi使用英语和萨米语为数个曲目演唱声乐。专辑收录14首曲目，计55分48秒。专辑由史克威尔和NTT出版于1993年3月25日首发，接着由NTT出版于1994年11月26日和2004年10月1日再版。初版目录号为N30D-017，初次再版目录号为PSCN-5018，二次再版目录号为NTCP-5018。
评论者给《最终幻想V 亲爱的朋友》不一的评价；评论认为其品質尚可，Jason Strohmaier发现合成乐器有一些问题，而RPGFan的弗雷迪·W在评论中也总结称，专辑是“意境、情感和思想的大杂烩，只会吸引那些喜爱《最终幻想V》之人”。
| 曲目列表 | 曲目列表             | 曲目列表 |
| 曲序     | 曲目                 | 时长     |
| -------- | -------------------- | -------- |
| 1.       | （最终幻想V 主题曲） | 5:36     |
| 2.       | （蕾娜主题曲）       | 4:42     |
| 3.       | （我们是海盗）       | 4:43     |
| 4.       | （莫古利主题曲）     | 3:05     |
| 5.       | （沉睡的古之大地）   | 4:28     |
| 6.       | （遥远的家乡）       | 3:28     |
| 7.       | （未知的世界）       | 4:26     |
| 8.       | （城镇主题曲）       | 3:17     |
| 9.       | （长调特肯华尔兹）   | 2:16     |
| 10.      | （迷宫）             | 4:05     |
| 11.      | （大森林的传说）     | 5:08     |
| 12.      | （Musica Machina）   | 4:07     |
| 13.      | （回忆的音乐盒）     | 2:30     |
| 14.      | （亲爱的朋友）       | 3:57     |

## 钢琴选集 最终幻想V
《钢琴选集 最终幻想V》（ピアノコレクションズ ファイナルファンタジーV）是由植松伸夫谱曲、佐藤史郎编曲、森俊之演奏的《最终幻想V》音乐选集。其由史克威尔和NTT出版于1993年6月21日发行，目录号为N38D-018。其随后由NTT出版于1994年9月24日和2001年6月27日再版，两次再版目录号分别为PSCN-5009和NTCP-1002。专辑收录13首曲目，计46分31秒。
《钢琴选集 最终幻想V》获RPGFan的帕特里克·江恩等评论者的好评。帕特里克认为专辑“令人惊异”，并认为与其他最终幻想游戏钢琴编曲相比，即使不能超越也是水准相同。他还喜欢几首曲目使用的艺术手法，认为这张专辑是钢琴选集系列中最“抽象”的。
| 曲目列表 | 曲目列表             | 曲目列表                  | 曲目列表 |
| 曲序     | 曲目                 | 英语标题                  | 时长     |
| -------- | -------------------- | ------------------------- | -------- |
| 1.       | （片头曲）           | A Presentiment            | 4:28     |
| 2.       | （城镇主题曲）       | Tenderness in the Air     | 4:06     |
| 3.       | （收获）             | Harvest                   | 2:30     |
| 4.       | （最终幻想V 主题曲） | Ahead on Our Way          | 3:05     |
| 5.       | （莫古利主题曲）     | Critter Tripper Fritter!? | 2:36     |
| 6.       | （遥远的故乡）       | My Home, Sweet Home       | 3:42     |
| 7.       | （曼波de陆行鸟）     | Mambo de Chocobo          | 2:39     |
| 8.       | （蕾娜主题曲）       | Lenna's Theme             | 2:49     |
| 9.       | （回忆的音乐盒）     | Music Box                 | 2:58     |
| 10.      | （大桥的死战）       | Battle with Gilgamesh     | 3:45     |
| 11.      | （大调特肯华尔兹）   | Waltz Clavier             | 2:56     |
| 12.      | （亲爱的朋友）       | Dear Friends              | 5:06     |
| 13.      | （结束曲）           | The New Origin            | 5:24     |

## 影响
将最终幻想游戏音乐以摇滚风格改编的乐团黑魔导士改编了两首《最终幻想V》乐曲：《大桥的死战》收录于2003年发行的同名专辑，《最终战》的改编曲《尼奥·艾克斯迪斯》收录于2008年专辑《黑暗与星光》。填词版《回忆的音乐盒》和《亲爱的朋友》由大木理纱演唱，收录史克威尔制作合辑《最终幻想声乐合辑I －祈祷－》中。此外填词版《那天终会到来》和《遥远的家乡》由大木理纱和野口郁子演唱，收录于《最终幻想声乐合辑II “爱将成长”》中。
植松在其系列音乐会“Dear Friends: Music from Final Fantasy”上演奏了几首曲目，音乐会的名称即来自《最终幻想V》的一首曲目名。《最终幻想V》的音乐还收录于多个官方音乐会和现场专辑中，如《20020220 music from FINAL FANTASY》——管絃樂演奏的現場錄音專輯，其中收錄了音樂《亲爱的朋友》。在东京爱乐乐团1991年5场管弦游戏音乐会的第2场中，演奏《片头曲》、《大调特肯华尔兹》、《城镇主题曲》和《最终幻想V主题曲》，该音乐会其后发行了专辑。此外，新日本爱乐乐团在“Tour de Japon: Music from Final Fantasy”系列音乐会上演奏了《最终幻想V主题曲》。黑魔导士在2007年7月7日东京举办的“Extra: Hyper Game Music Event 2007”音乐会上演奏了《大桥的死战》。聚焦於遊戲音樂改編的Project Majestic Mix團體也發行了《最終幻想IV》的音樂，此音樂獨立但經過官方授權。《最终幻想XII》使用了改编版的《大桥的死战》。重混网站OverClocked ReMix于2010年9月10日发行非官方下载独占专辑《传说战士：风》，其中收录9首重混；并计划发行《传说勇士》系列的另外四个专辑。歌曲还选入日本混音专辑《同人音乐》中，并在英文混音网站出现。